# Hylophilus amaurocephalus
Hylophilus amaurocephalus е вид птица от семейство Vireonidae. Видът е незастрашен от изчезване.

## Разпространение
Разпространен е в Боливия и Бразилия.